# Afrikanische Flachkopf-Fledermaus
Die Afrikanische Flachkopf-Fledermaus oder Peters-Flachkopf-Bulldoggfledermaus (Platymops setiger) ist eine Fledermausart in der monotypischen Gattung Platymops innerhalb der Familie Bulldoggfledermäuse (Molossidae). Die Art wurde zeitweilig zur Gattung Mormopterus gerechnet.

## Merkmale
Mit einer Kopf-Rumpf-Länge von 50 bis 60 mm, einer Schwanzlänge von 22 bis 36 mm und einem Gewicht von 7 bis 18 g zählt Platymops setiger zu den kleineren Vertretern seiner Familie. Die Unterarme sind 29 bis 36 mm lang. Auffällig ist der abgeflachte Schädel, um besser in Felsspalten kriechen zu können. Beide Geschlechter haben eine sackförmige Drüse an der Kehle, mit einem deutlichen Haarbüschel. Im Gegensatz zu verschiedenen anderen Bulldoggfledermäusen stoßen die Ohren nicht aneinander und sie sind nicht mit einem Hautstreifen verbunden. Ein weiteres Kennzeichen sind die stark faltigen Lippen, die von steifen Haaren bedeckt sind.

## Verbreitung und Lebensweise
Platymops setiger kommt im westlichen Teil Kenias vor und erreicht angrenzende Gebiete in Äthiopien, Südsudan und Tansania. Die Art hält sich im Flachland und in Gebirgen bis 2000 Meter Meereshöhe auf. Als Lebensraum dienen trockene Savannen. Dort wird sie oft in steinigen oder felsigen Gebieten in der Nähe von Wasserstellen beobachtet.
Die Tiere ruhen einzeln oder in kleinen Gruppen mit zwei bis fünf Exemplaren. Sie verlassen ihr Versteck zum Ende der Dämmerung und jagen hauptsächlich kleine Käfer. Vermutlich besteht ein Wurf aus einem Jungtier.

## Status
Für Platymops setiger ist keine nennenswerte Bedrohung bekannt. Die Weltnaturschutzunion (IUCN) listet die Art als „nicht gefährdet“ (Least Concern).